# Österreichische Alpine Skimeisterschaften 2015
Die Österreichischen Alpinen Skimeisterschaften 2015 fanden von 19. bis 28. März 2015 an verschiedenen Orten in Oberösterreich, Niederösterreich und Kärnten statt. Die Speedbewerbe und Riesenslaloms wurden auf der Höss in Hinterstoder ausgetragen, die Slaloms auf der Wurzeralm in Spital am Pyhrn. Die Kombination der Herren fand in Innerkrems statt, jene der Damen in Lackenhof. Die Rennen waren zumeist international besetzt, um die Österreichische Meisterschaft fuhren jedoch nur die österreichischen Teilnehmer.

## Herren

### Abfahrt
| Platz | Name                | Zeit        |
| ----- | ------------------- | ----------- |
| 01    | Patrick Schweiger   | 1:11,81 min |
| 02    | Mario Karelly       | 1:11,96 min |
| 03    | Christian Walder    | 1:12,14 min |
| 04    | Slaven Dujakovic    | 1:12,23 min |
| 05    | Daniel Hemetsberger | 1:12,39 min |
|       | Christoph Krenn     | 1:12,39 min |
| 07    | Daniel Danklmaier   | 1:12,60 min |
| 08    | Tristan Takats      | 1:12,69 min |
| 09    | Johannes Kröll      | 1:12,82 min |
| 10    | Stefan Babinsky     | 1:12,83 min |

Datum: 28. März 2015

Ort: Hinterstoder

Piste: Hutterer Höss

Start: 1837 m, Ziel: 1385 m

Höhendifferenz: 452 m

Tore: 22

### Super-G

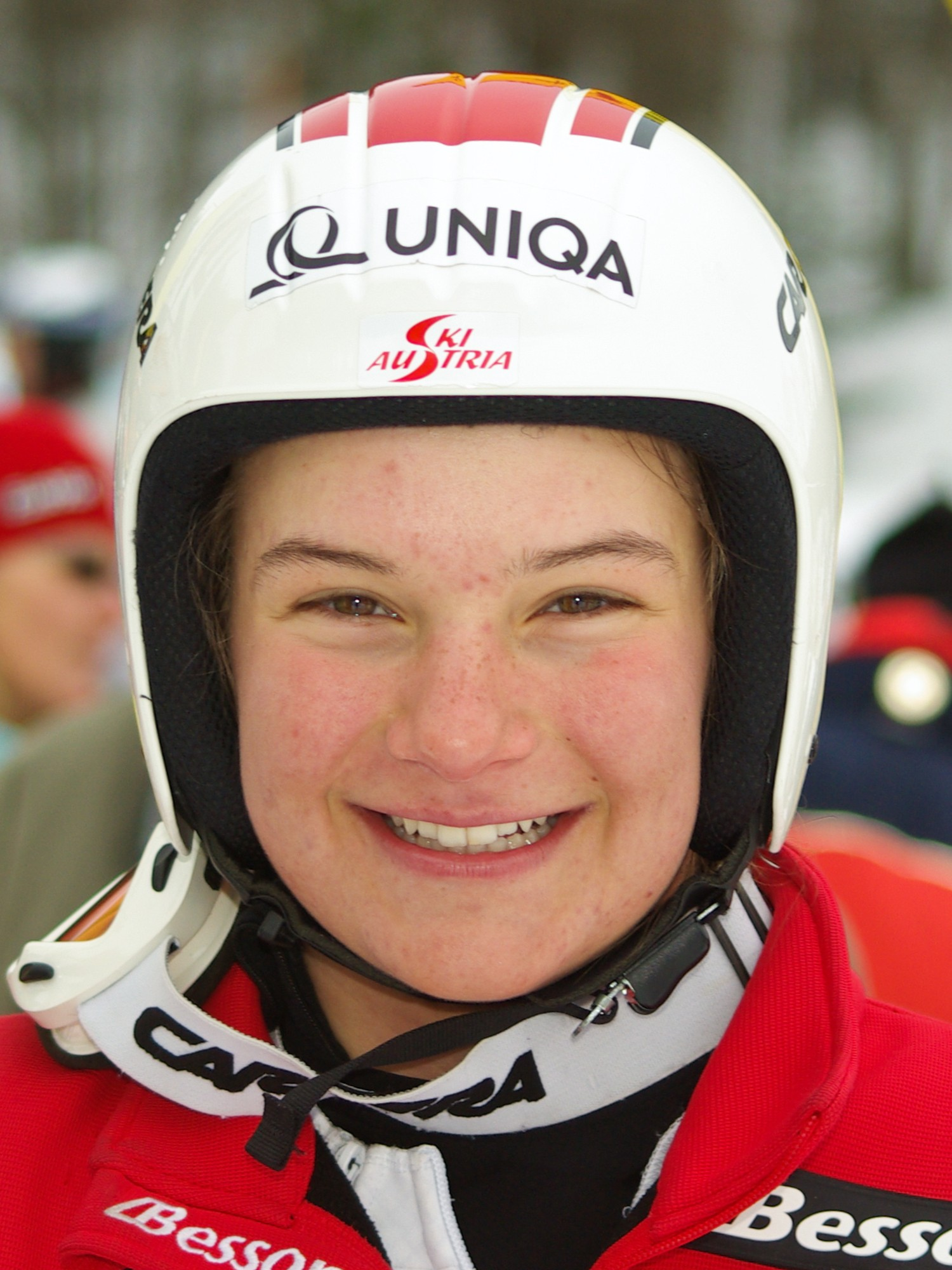
Ramona Siebenhofer gewann im Riesenslalom ihren zweiten Staatsmeistertitel.

| Platz | Name                | Zeit        |
| ----- | ------------------- | ----------- |
| 01    | Boštjan Kline (SLO) | 1:06,12 min |
| 02    | Clemens Dorner      | 1:06,94 min |
| 03    | Daniel Danklmaier   | 1:07,00 min |
| 04    | Thomas Mayrpeter    | 1:07,04 min |
|       | Christoph Krenn     | 1:07,04 min |
| 06    | Michael Offenhauser | 1:07,08 min |
| 07    | Georg Streitberger  | 1:07,09 min |
| 08    | Christian Walder    | 1:07,11 min |
| 09    | Tobias Kogler       | 1:07,33 min |
| 10    | Stefan Babinsky     | 1:07,35 min |

Datum: 26. März 2015

Ort: Hinterstoder

Piste: Hutterer Höss

Start: 1817 m, Ziel: 1385 m

Höhendifferenz: 432 m

Tore: 33

### Riesenslalom

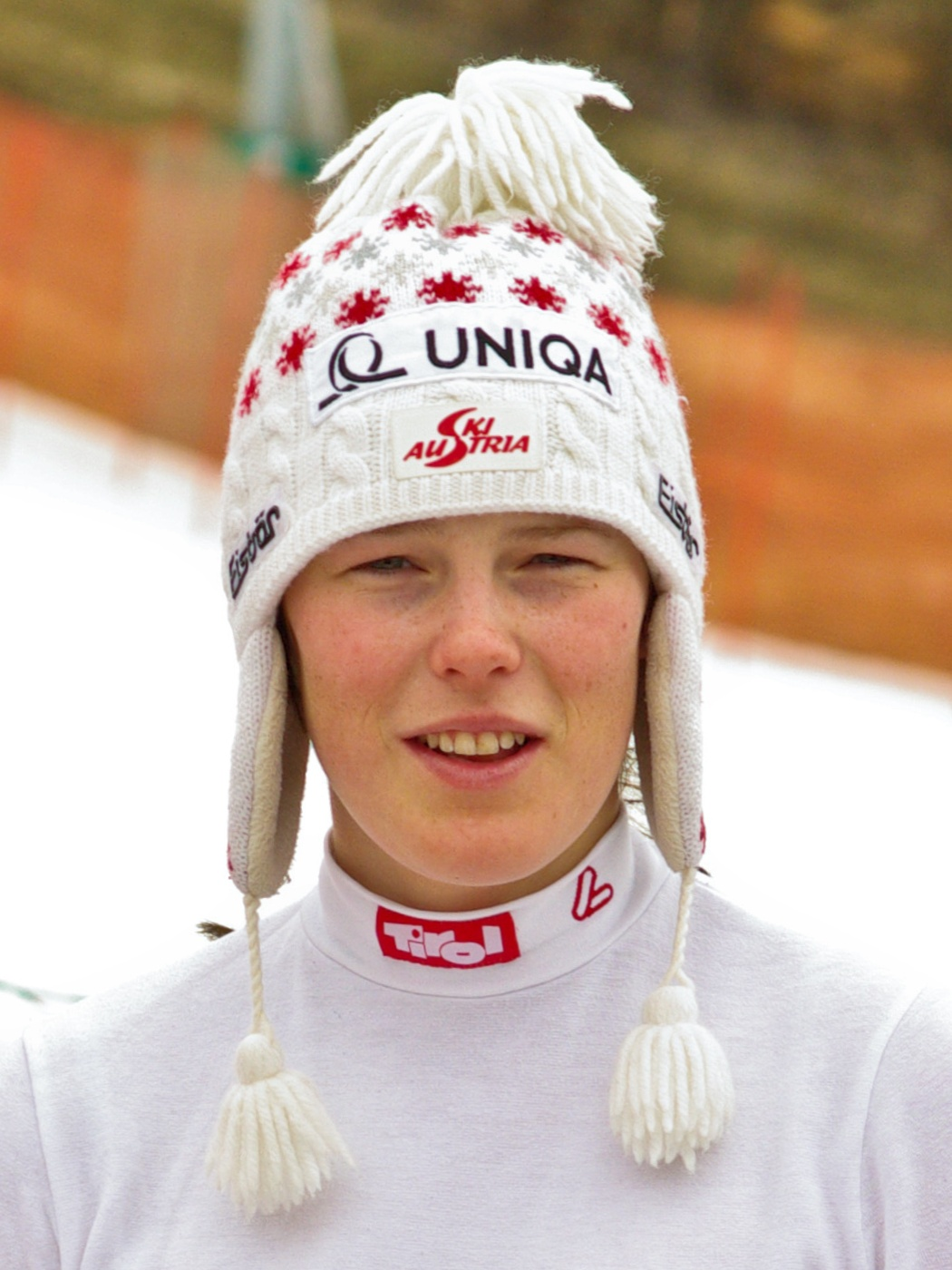
Carmen Thalmann gewann im Slalom ihren zweiten Staatsmeistertitel nach jenem in der Kombination 2010.

| Platz | Name                     | Zeit        |
| ----- | ------------------------ | ----------- |
| 01    | Marco Schwarz            | 2:18,66 min |
| 02    | Manuel Pleisch (SUI)     | 2:18,68 min |
| 03    | Vincent Kriechmayr       | 2:18,92 min |
| 04    | Christopher Neumayer     | 2:18,96 min |
| 05    | Thomas Hettegger         | 2:19,09 min |
| 06    | Manuel Annewanter        | 2:19,11 min |
| 07    | Christian Hirschbühl     | 2:19,20 min |
| 08    | Cédric Noger (SUI)       | 2:19,37 min |
| 09    | Dominik Raschner         | 2:19,52 min |
| 10    | Hannes Lengauer-Stockner | 2:19,57 min |

Datum: 25. März 2015

Ort: Hinterstoder

Piste: Hutterer Höss

Start: 1770 m, Ziel: 1428 m

Höhendifferenz: 342 m

Tore 1. Lauf: 45, Tore 2. Lauf: 48

### Slalom
| Platz | Name                   | Zeit        |
| ----- | ---------------------- | ----------- |
| 01    | Christian Hirschbühl   | 1:39,65 min |
| 02    | Michael Matt           | 1:39,70 min |
| 03    | Philipp Schmid (GER)   | 1:40,04 min |
|       | Reto Schmidiger (SUI)  | 1:40,04 min |
| 05    | Marco Schwarz          | 1:40,19 min |
| 06    | Manuel Wiesner         | 1:40,81 min |
| 07    | Manuel Annewanter      | 1:41,40 min |
| 08    | Johannes Strolz        | 1:41,47 min |
| 09    | Stefan Luitz (GER)     | 1:41,63 min |
| 10    | Maximilian Lahnsteiner | 1:41,93 min |

Datum: 24. März 2015

Ort: Spital am Pyhrn

Piste: Wurzeralm

Start: 1595 m, Ziel: 1415 m

Höhendifferenz: 180 m

Tore 1. Lauf: 64, Tore 2. Lauf: 63

### Kombination
| Platz | Name                   | Zeit        |
| ----- | ---------------------- | ----------- |
| 01    | Martin Čater (SLO)     | 1:36,88 min |
| 02    | Maximilian Lahnsteiner | 1:36,93 min |
| 03    | Raphael Haaser         | 1:37,04 min |
| 04    | Natko Zrnčić-Dim (CRO) | 1:37,11 min |
| 05    | Rio Sugay (JPN)        | 1:37,12 min |
| 06    | Stefan Babinsky        | 1:37,50 min |
| 07    | Fritz Lintner (ITA)    | 1:37,81 min |
| 08    | Martin Chuber (KAZ)    | 1:38,01 min |
| 09    | Boštjan Kline (SLO)    | 1:38,02 min |
| 10    | Matej Falat (SVK)      | 1:38,22 min |

Datum: 19. März 2015

Ort: Innerkrems

Piste: Grünleitennock

Start: 1987 m, Ziel: 1587 m (Abfahrt)

Höhendifferenz: 400 m (Abfahrt)

Tore Abfahrt: 32, Tore Slalom: 53

## Damen

### Abfahrt
| Platz | Name                 | Zeit        |
| ----- | -------------------- | ----------- |
| 01    | Mirjam Puchner       | 1:14,82 min |
| 02    | Elisabeth Reisinger  | 1:15,17 min |
| 03    | Nicole Schmidhofer   | 1:15,32 min |
| 04    | Cornelia Hütter      | 1:15,38 min |
| 05    | Ines Beran           | 1:15,62 min |
| 06    | Bianca Venier        | 1:15,67 min |
| 07    | Martina Rettenwender | 1:15,72 min |
| 08    | Michaela Heider      | 1:15,77 min |
| 09    | Tamara Tippler       | 1:15,79 min |
| 10    | Nicole Walder        | 1:16,03 min |

Datum: 27. März 2015

Ort: Hinterstoder

Piste: Hutterer Höss

Start: 1837 m, Ziel: 1385 m

Höhendifferenz: 452 m

Tore: 22

### Super-G
Nicht ausgetragen.

### Riesenslalom
| Platz | Name                    | Zeit        |
| ----- | ----------------------- | ----------- |
| 01    | Ramona Siebenhofer      | 2:21,60 min |
| 02    | Stephanie Brunner       | 2:21,72 min |
| 03    | Carmen Thalmann         | 2:22,28 min |
| 04    | Jessica Hilzinger (LIE) | 2:22,31 min |
| 04    | Katharina Gallhuber     | 2:22,31 min |
| 06    | Mirjam Puchner          | 2:22,58 min |
| 07    | Bernadette Schild       | 2:22,79 min |
| 08    | Katharina Truppe        | 2:22,82 min |
| 09    | Elisabeth Kappaurer     | 2:22,83 min |
| 10    | Chiara Mair             | 2:22,89 min |

Datum: 24. März 2015

Ort: Hinterstoder

Piste: Hutterer Höss

Start: 1770 m, Ziel: 1428 m

Höhendifferenz: 342 m

Tore 1. Lauf: 47, Tore 2. Lauf: 46

### Slalom
| Platz | Name                    | Zeit        |
| ----- | ----------------------- | ----------- |
| 01    | Carmen Thalmann         | 1:37,59 min |
| 02    | Katharina Truppe        | 1:38,19 min |
| 03    | Bernadette Schild       | 1:38,21 min |
| 04    | Petra Vlhová (SVK)      | 1:38,73 min |
| 05    | Jessica Hilzinger (LIE) | 1:38,77 min |
| 06    | Lisa-Maria Zeller       | 1:39,18 min |
| 07    | Stephanie Brunner       | 1:39,33 min |
| 08    | Christina Ager          | 1:39,47 min |
| 09    | Chiara Mair             | 1:39,58 min |
| 10    | Rebecca Bühler (LIE)    | 1:39,65 min |

Datum: 25. März 2015

Ort: Spital am Pyhrn

Piste: Wurzeralm

Start: 1595 m, Ziel: 1415 m

Höhendifferenz: 180 m

Tore 1. Lauf: 58, Tore 2. Lauf: 61

### Kombination
| Platz | Name                    | Zeit        |
| ----- | ----------------------- | ----------- |
| 01    | Denise Zöhrer           | 1:51,46 min |
| 02    | Stephanie Brunner       | 1:51,64 min |
| 03    | Bianca Venier           | 1:51,72 min |
| 04    | Katharina Huber         | 1:51,97 min |
| 05    | Nevena Ignjatović (SRB) | 1:52,08 min |
| 06    | Michaela Heider         | 1:52,11 min |
| 07    | Lisa Türtscher          | 1:52,84 min |
| 08    | Julia Scheib            | 1:53,07 min |
| 09    | Elisa Pilz              | 1:53,24 min |
| 10    | Katharina Lensberger    | 1:53,26 min |

Datum: 19. März 2015

Ort: Lackenhof

Start: 1330 m, Ziel: 853 m (Abfahrt)

Höhendifferenz: 477 m (Abfahrt)

Tore Abfahrt:  37, Tore Slalom: 48